# Burgwald-Kaserne
Die Burgwald-Kaserne ist eine Kaserne der Bundeswehr in Frankenberg (Eder), in der ab 1962 hauptsächlich Fernmeldetruppenteile und Einheiten der Elektronischen Kampfführung untergebracht waren. Seit 2003 ist sie Standort des Bataillons Elektronische Kampfführung 932. Das Kasernengelände umfasst etwa 11,5 Hektar. Derzeit sind etwa 800 Soldaten und Zivilbeschäftigte dort stationiert.

## Vorgeschichte des Standortes
Die Vorgeschichte des Militärstandortes Burgwald bei Frankenberg (Eder) reicht bis in die 1930er Jahre zurück. 1935 erfolgten die Planungen der Nationalsozialisten für eine Munitionsanstalt der Luftwaffe südwestlich von Frankenberg und nördlich von Wiesenfeld in dem Waldgebiet auf einer 155 Hektar umfassenden Fläche. Im Mai 1936 begannen die Bauarbeiten für die Luftmunitionsanstalt 2/XII. Insgesamt waren ca. 2000 Arbeiter zusammengezogen. Es entstanden 125 Bunker, 10 Lagerhäuser, 5 Arbeitshäuser, 15 Geräteschuppen, ein Waschhaus, eine Kommandantur, Offizierswohnungen, Soldatenunterkünfte, Werkstattgebäude, Feuerwehr, Fallschirmhalle, Bahnentladehallen, Wasserhaus, Kfz-Verwaltung und verschiedene Wohnhäuser. Zudem wurde ein Bahnanschluss errichtet, der von der Linie Marburg–Warburg südlich des Bahnhofs Birkenbringhausen abzweigte. Ab 1937 wurden in der Munitionsanstalt Fliegerbomben sowie weitere Bordwaffen- und Flakmunition eingelagert. 1938 wurden die Baumaßnahmen abgeschlossen. Im Laufe des Zweiten Weltkrieges kamen Fliegerbomben mit chemischen Kampfstoffen hinzu. Aufgrund des Vorrückens der alliierten Streitkräfte begann die Wehrmacht vor Kriegsende mit dem Abtransport der chemischen Waffen. 1000 Bomben, die mit dem Nervengas Tabun gefüllt waren, wurden in das Munitionslager Lossa abtransportiert.
Am 29. März 1945 nahmen Einheiten der 104. US-Infanteriedivision die Anlage ein. Sie fanden noch 3400 Tabunbomben (je 50 Liter), 1356 Bomben Weißkreuz (je 500 Kilogramm), 9200 Bomben Grünkreuz (je 250 Kilogramm) und 500 Bomben Grünkreuz (je 50 Kilogramm) vor. Die US-Truppen transportierten die Kampfmittelbestände ab, vernichteten diese teilweise und entsorgten die übrige Munition. 118 der 125 Bunkeranlagen der Munitionsanstalt wurden gesprengt, während Lager- und Fertigungshallen meist erhalten blieben und ab 1947 einer zivilen Nutzung durch Gewerbebetriebe zugeführt wurden. So entstand der Industriehof, der spätere Ortsteil Burgwald der gleichnamigen Gemeinde.

## Bau und Nutzungsgeschichte
Während viele andere Städte und Gemeinden in der Bundesrepublik in der zweiten Hälfte der 1950er Jahre um die Ansiedlung eines Standortes der Bundeswehr bemühten, gehörte die Stadt Frankenberg (Eder) nicht dazu. Vielmehr war es das Wehrbereichskommando IV der Bundeswehr, das durch die Stationierung eines Infanteriebataillons in Frankenberg mit einer Stärke von 900 bis 1000 Soldaten die Lücke der militärischen Linie Kassel-Fritzlar-Marburg-Butzbach schließen wollte. Über diese Pläne informierte der Bürgermeister am 25. März 1957 Stadträte und Stadtverordnete. Am 27. Mai 1957 gab der Stadtrat mehrheitlich die grundsätzliche Zustimmung zu dem Vorhaben. Die Fraktion der SPD war dagegen und befürchtete Nachteile für den Tourismus und die Preisentwicklung in der Stadt. Am 30. August 1957 besuchte eine 15-köpfige Regierungskommission Frankenberg, um einen geeigneten Standort für die Kaserne zu finden. Zunächst wurden drei Standorte untersucht, jedoch schließlich ein Gelände südlich des Stadtgebietes am Burgwald, nahe dem Industriehof und der ehemaligen Luftmunitionsanstalt 2/XII der Wehrmacht favorisiert.
Am 9. Dezember 1957 teilte der Bürgermeister den Stadtverordneten mit, dass erste Gespräche über einen Grunderwerb stattgefunden hätten. Insgesamt sollten vier Landwirte mit 11,5 Hektar Fläche in Anspruch genommen werden. Die erneute Befassung des Stadtrates am 17. Mai 1958 führte zur Zustimmung zum Bau der Kaserne unter der Auflage, dass der Stadt keine Kosten hieraus entstehen. Erneut stimmte die SPD-Fraktion dagegen. Gedacht war nunmehr an die Stationierung eines Feldartilleriebataillons und ggf. eines Regimentsstabes. Ein Übungsgelände sollte auf Restflächen der ehemaligen Munitionsanstalt entstehen. Zugleich waren 110 Familien von Bundeswehrsoldaten in Frankenberg unterzubringen. Am 1. September 1958 genehmigte auch die Landesregierung das Vorhaben, wobei 1024 Soldaten einer Artilleriebatterie und eines Nahaufklärungsbataillons stationiert werden sollten. Mit geplanten Baukosten von etwa 20 Millionen DM wurde am 11. November 1959 der erste Spatenstich vollzogen. Bis Mitte 1960 wurde zunächst der Bau der Infrastruktur in Angriff genommen. Am 6. Juni 1960 begann der Hochbau. Während das Richtfest für Wirtschafts- und Verwaltungsgebäude bereits am 22. Juni 1961 gefeiert werden konnte, erfolgte dies erst für die Truppenunterkünfte, die Wäscherei und die Heizzentrale am 17. November 1961.
Bereits 1961 war der Wallmeistertrupp 436 gebildet worden, der am Standort bis zu seiner Umbenennung in Wallmeistertrupp 442/2 und Verlegung an den Standort Fulda am 1. Oktober 1973 in der Burgwald-Kaserne eingesetzt war. Ihn ersetzte später der Wallmeistertrupp 441/9, der aus Hessisch Lichtenau (Blücher-Kaserne) kam.
Als erste erhielten die 1., 2. und 3. Batterie des Artilleriebataillons 22 am 15. Februar 1962 den Befehl zum Umzug in die Burgwald-Kaserne. Das Bataillon war durch Befehl vom 15. September 1959 im Lager Donnerberg in Eschweiler bei Aachen aufgestellt worden. Es gehörte dem Feldartillerieregiment 2 in Kassel an, das der 2. Grenadierdivision unterstand. Die am 16. Januar 1960 gebildete 2. Batterie wurde am 4. April 1960 nach Wolfhagen verlegt und kam von dort in die Burgwald-Kaserne. Die 1. und 3. Batterie werden auf dem Truppenübungsplatz Schwarzenborn am 16. September 1961 aufgestellt. Am 15. Februar 1962 erfolgt der Marschbefehl für alle drei Batterien in die Burgwald-Kaserne. Am 28. Mai 1962 bezog ein Teil des Artilleriebataillons 22 mit ca. 60 Soldaten die Kaserne. Wenige Tage zuvor, am 25. Mai 1962, hatte ein Vorauskommando des Fernmeldebataillons 320 die Kaserne inspiziert, nachdem für diese Einheit und die Fernmeldeausbildungskompanie 427 der Aufstellungsbefehl vom Bundesverteidigungsministerium an das III. Korps ergangen war. Das Kommando musste feststellen, dass die Bauarbeiten in der Kaserne noch nicht abgeschlossen waren. Einige Quartiere waren nicht bezugsfertig, die Liegenschaft nicht umzäunt, Fernmeldeleitungen noch nicht verlegt und Räume mit angeliefertem Mobiliar verstellt. Trotzdem trafen am 1. Juni 1962 144 Soldaten in der Kaserne zur Aufstellung des Fernmeldebataillons 320 ein. Ihnen folgten am 1. Juli 1962 weitere 187 Mann. Zudem waren 95 Rekruten in die Kaserne zum Dienst einberufen worden. Am 18. Juli 1962 erfolgte schließlich die feierliche Übergabe der Kaserne mit einem Festakt in der Stadt Frankenberg.
Das Artilleriebataillon 22 wurde mit Kurzstreckenraketen des Typs MGR-1 Honest John ausgestattet, die nukleare Sprengköpfe tragen konnten. Diese Einheiten waren in der Regel daher in der Nähe zu Sondermunitionslagern stationiert, in denen US-Einheiten über die Atomsprengköpfe wachten und im Einsatzfall diese an die Bundeswehr ausgegeben hätten. Frankenberg verfügte über kein solches Lager in unmittelbarer Nachbarschaft. Bei der Harthberg-Kaserne in Schwalmstadt-Treysa hingegen befand sich ein Sondermunitionslager. Am 16. Juni 1962 verlegte die in Schwarzenborn und Gießen aufgestellte 4. Batterie des Bataillons nach Treysa. Hier lag bereits die 5. Batterie, die in Neustadt/Hessen am 6. April 1961 aufgestellt und am 25. September 1961 nach Schwalmstadt umgezogen war. Vom 2. bis 7. Februar 1969 wurden schließlich auch der Bataillonsstab sowie die 1., 2. und 3. Batterie nach Treysa verlegt und der Verband in Raketenartilleriebataillon 22 umbenannt. Am 30. September 1992 beendete das Bataillon dort seinen Dienst, nachdem sich durch den Fall der Berliner Mauer und die Deutsche Wiedervereinigung die politische Lage verändert hatte.
Das am 1. Juni 1962 in der Burgwald-Kaserne aufgestellte Fernmeldebataillon 320 als Einheit des III. Korps bestand bis zum 30. September 1992. Ihm oblag insbesondere die Hochfrequenz-Funkaufklärung von Truppen des Warschauer Pakts im Süden der DDR während des Kalten Krieges. Hierfür griffen die Fernmelder auf die „grenznahe Fernmeldeaufklärungsstelle“ mit Überwachungstechnik in einem Turm auf dem Hohen Meißner bereits ab August 1962 zu. Ab 1972 verfügte die Burgwald-Kaserne auch über ein Hochfrequenz-Antennenfeld zur Aufklärung. Vom 1. Juni 1962 bis in die 1980er Jahre verfügte das Bataillon über eine Einsatzverstärkung. Das Bataillon wurde zum 1. Oktober 1992 in das Fernmelderegiment 320 umgegliedert. 2003 wurde eine weitere Umgliederung in das Bataillon Elektronische Kampfführung 932 vollzogen. Es bestand zunächst aus 5 Kompanien. Am 1. April 2013 kam eine 6. Kompanie (Ergänzungstruppenteil 2) hinzu.
Die am 1. Juni 1962 aufgestellte Fernmeldeausbildungskompanie 427 wurde am 1. Juli 1980 in Fernmeldeausbildungskompanie 5/III umbenannt. 1994 erfolgte die Integration der Kompanie in das Fernmelderegiment 320.
Am 17. September 1962 waren von den geplanten 174 Wohnungen für Familien der Bundeswehrsoldaten 60 bereits bezogen und 34 im Bau.
Am 1. September 1970 erfolgte die Bildung des Pionierbataillons 743 als Geräteeinheit in der Burgwald-Kaserne. Noch am selben Tage wurde es in leichtes Pionierbataillon 340 (Geräteeinheit) umbenannt. Es wurde 1974 nach Emmerzhausen in den dortigen Mobilmachungsstützpunkt eingelagert, zum 1. Oktober 1980 in Pionierbataillon 340 umbenannt und zum 30. September 1993 aufgelöst.
Die 1966 in der Falckenstein-Kaserne in Koblenz aufgestellte Fernmeldeausbildungskompanie 6/III wurde 1974 in die Burgwald-Kaserne verlegt und am 1. Oktober 1975 in Instandsetzungsausbildungskompanie 6/III umbenannt. 1981 erhielt diese Einheit die Bezeichnung Instandsetzungsausbildungskompanie 11/III. Am 1. Oktober 1993 wurde sie nach Montabaur in die Westerwald-Kaserne verlegt, wo sie 1996 außer Dienst trat.
Am 1. August 1979 wurden die Fernmeldekompanie 2 (Eloka) und die Fernmeldekompanie 5 (Eloka) aufgestellt, die der 2. Panzergrenadierdivision bzw. 5. Panzerdivision angehörten. Beide Kompanien wurden am 1. April 1992 aufgelöst und in das Fernmelderegiment 320 eingegliedert.
Gegen den NATO-Doppelbeschluss vom 12. Dezember 1979 regte sich auch in Frankenberg (Eder) Protest. Die Friedensbewegung demonstrierte in den 1980ern am Rande von öffentlichen Gelöbnissen in der Stadt.
Die Fahrschulgruppe Frankenberg nahm am 1. Januar 1986 am Standort ihren Dienst auf und verblieb hier bis zur Auflösung am 31. März 1994.
Mit dem Fall der Berliner Mauer und der Deutschen Wiedervereinigung änderte sich auch der Auftrag und Alltag der Einheiten in der Burgwald-Kaserne. 1991 wurden erstmals Rekruten aus den neuen Bundesländern in Frankenberg (Eder) begrüßt.
Die Terroranschläge in New York und Washington am 11. September 2001 brachten für die Soldaten der Burgwald-Kaserne neue Einsatzgebiete im Ausland mit sich. Insbesondere kam ab 2002 das Bataillon Elektronische Kampfführung 932 in Afghanistan zum Einsatz. Am 7. Juni 2003 ereignete sich hierbei in Kabul ein Selbstmordanschlag, bei dem vier deutsche Soldaten getötet und viele weitere verletzt wurden. Ein Gedenkstein in der Kaserne erinnert heute an diese Opfer.
Das Landeskommando Hessen richtete am 1. Januar 2007 das Familienbetreuungszentrum Frankenberg/Eder ein, das seit 1. Februar 2013 Familienbetreuungszentrum Frankenberg/Hessen heißt.
Seit 3. März 2009 ist die Heeresinstandsetzungslogistik Stützpunkt Schwarzenborn mit der Außenstelle Frankenberg (Eder) in der Burgwald-Kaserne aktiv.
Nach Aussetzung der Wehrpflicht wurden im Juli 2011 erstmals freiwillige Rekruten in der Burgwald-Kaserne begrüßt.
Sorgenvoll wurde die Stationierungsentscheidung 2011 des Bundesverteidigungsministeriums erwartet, mit der die Schließung vieler Standorte besiegelt wurde, doch die Burgwald-Kaserne in Frankenberg (Eder) fiel nicht darunter. Am 26. Oktober 2011 verkündete Bundesverteidigungsminister Thomas de Maizière (CDU), dass der Standort erhalten bleibe, jedoch die Zahl der Dienstposten sich von 1.060 auf 680 reduzieren solle. Statt der Schließung des Standortes Frankenberg (Eder) wurde die Alfred-Delp-Kaserne in Donauwörth mit dem dort stationierten Bataillon Elektronische Kampfführung 922 aufgegeben.
Die Regionale Sicherungs- und Unterstützungskompanie Nordhessen wurde am 1. April 2013 gebildet und ist bis heute in der Burgwald-Kaserne stationiert. Sie verfügt über Unterstützungspersonal.
Im Mai 2019 wurde bekannt gegeben, dass die Bundeswehr umfassende Investitionen in den Standort im Umfang von 55 Millionen Euro plane. Im selben Monat wurde der Grundstein für eine neue Sporthalle gelegt. Zudem seien ein neues Waffenkammergebäude, ein Sanitätsversorgungszentrum, eine Werkstatt für die Standortschießanlage sowie der schrittweise Abriss und Neubau der Truppenunterkünfte bis 2030 ins Auge gefasst. Zuvor wurde bereits in neue Datenleitungen und den Brandschutz investiert.
Zur medizinischen Versorgung war am Standort der Sanitätsbereich 44/13 vom 1. Juli 1972 bis 30. Juni 1997 mit Material ausgestattet. Der Truppenarzt Frankenberg war vom 1. April 1984 bis 31. Dezember 1997 eingesetzt. Vom 1. Juli 2004 bis 30. September 2015 bestanden die Sanitätsstaffel Frankenberg (Eder) und das Sanitätszentrum Stadtallendorf mit Teileinheiten Frankenberg (Eder). Schließlich war ab 1. März 1965 die Zahnstation H 05/2 eingerichtet, die am 1. Oktober 1972 zur Zahnstation des Territorialheeres 413 umbenannt und am 1. April 1981 zur Zahnarztgruppe 413/2 umgegliedert wurde. Am 31. Dezember 1998 wurde die Gruppe schließlich aufgelöst.
In den 1980er Jahren bestand die Standortfernmeldeanlage 415/212.
Die Standortschießanlage 441/5 im Burgwald, die am 1. April 1972 errichtet worden war, blieb bis zum 30. November 2000 bestehen.
Nach Bezug der Burgwald-Kaserne durch die Bundeswehr wurde in Frankenberg auch eine Standortverwaltung zunächst provisorisch eingerichtet. Im Winter 1962/63 begannen die Arbeiten für einen neuen Gebäudekomplex mit geplanten Baukosten von 2,4 Millionen DM. Im Dezember 1965 wurden die neuen Verwaltungsräume in der Königsberger Straße bezogen. Zunächst waren hier 33 Bedienstete tätig. Mitte der 1980er Jahre war die Dienststelle bereits auf ca. 100 Mitarbeiter angewachsen. 1993 wurde die Standortverwaltung aufgelöst und das Gebäude zu einer Grundschule 1995 für 8,2 Millionen DM umgebaut.
Im nahegelegenen Mobilmachungsstützpunkt Wiesenfeld, der sich im Ortsteil Burgwald (Industriehof) auf dem ehemaligen Luftmunitionsanstalt-Gelände befand, war ab 1. Oktober 1974 der Fernmeldezug 44 (Geräteeinheit) eingelagert. Er wurde im April 1984 in die Jäger-Kaserne nach Kassel verlegt und dort am 30. September 1994 aufgelöst. Vom 1. April 1983 bis zum 30. Juni 1996 war zudem das Lazarett 7441 als Geräteeinheit hier untergebracht. Schließlich befand sich das Sicherungsbataillon 28 (Geräteeinheit) von 1981 bis zu seiner Auflösung am 30. September 1996 im Mobilmachungsstützpunkt.